# Trialeurodes oblongifoliae
Trialeurodes oblongifoliae es un hemíptero de la familia Aleyrodidae, con una subfamilia: Aleyrodinae.
Fue descrita científicamente por primera vez por Russell en 1948.